# Eupithecia caeca
Eupithecia caeca är en fjärilsart som beskrevs av Karl Dietze 1913. Eupithecia caeca ingår i släktet Eupithecia och familjen mätare. Inga underarter finns listade i Catalogue of Life.